# Mustelus minicanis
Mustelus minicanis — акула з роду Гладенька акула родини Куницеві акули. Інші назви «маленька американська гладенька акула», «латиноамериканська куницева акула». Натепер не достатньо вивчена.

## Опис
Загальна довжина досягає 57 см. Зовнішністю нагадує собачу гладеньку акулу. Голова помірна довга, що звужується на кінці. Очі помірно розміру, овальні, з мигальною перетинкою. За ними розташовані невеличкі бризкальця. Ніздрі мають трикутні носові клапани. Рот невеликий, сильно зігнутий. Зуби дрібні, численні. Розташовані у декілька рядків. У неї 5 пар зябрових щілин. Тулуб стрункий. Грудні плавці доволі великі, широкі, трикутної форми. Має 2 спинних плавця, з яких передній трохи більше за задній. Передній розташовано між грудними та черевними плавцями, задній починається перед анальним плавцем й закінчується навпроти нього. Анальний плавець менше за задній спинний плавець. Хвіст вузький. Хвостовий плавець гетероцеркальний, верхня лопать з верхнім вирізом-«вимпелом».
Забарвлення спини сіре. Черево має білуватий колір.

## Спосіб життя
Тримається на глибині від 70 до 180 м, на зовнішньому кордоні континентального шельфу. Воліє до піщаних або мулисто-піщаних ґрунтів. Живиться переважно ракоподібними та головоногими молюсками, а також невеличкою костистою рибою.
Це живородна акула. Самиця народжує до 5 акуленят завдовжки 20-21 см. Має невисоку репродуктивність.
Не є об'єктом промислового вилову.

## Розповсюдження
Мешкає біля узбережжя атлантичного узбережжя Колумбії та Венесуели — від мису Кабо де ла Вела (півострів Гуахіра в Колумбії) до акваторії містечка Ріо-Карібе у Венесуелі.